# Álvaro Domínguez (hiszpański piłkarz)
Álvaro Domínguez Soto (ur. 16 maja 1989 w Madrycie) – hiszpański piłkarz grający na pozycji środkowego bądź lewego obrońcy.

## Życiorys

### Kariera klubowa
Jest wychowankiem Atlético Madryt. W czasach juniorskich trenował także w Realu Madryt, który opuścił w wieku 12 lat. Jego młodzieńczym wzorem do naśladowania był angielski obrońca John Terry. Do kadry pierwszego zespołu Atlético dołączył przed rozpoczęciem sezonu 2008/2009. W Primera División zadebiutował 26 października 2008 w zremisowanym 4:4 meczu z Villarrealem CF. Miał wtedy 19 lat i 5 miesięcy. Cztery dni wcześniej zagrał w Lidze Mistrzów przeciwko Liverpoolowi F.C. (1:1). Wraz z Atlético wygrał dwukrotnie Ligę Europy UEFA (2010, 2012) oraz Superpuchar Europy UEFA (2010). W jego barwach we wszystkich rozgrywkach wystąpił w sumie w 120 meczach, w których zdobył 6 goli. 1 lipca 2012 odszedł za 8 milionów euro do niemieckiej Borussii Mönchengladbach. Po odejściu skrytykował publicznie swój poprzedni klub za nieprzykładanie wagi do szkolenia swoich wychowanków. W Bundeslidze zagrał po raz pierwszy 1 września 2012 w zremisowanym 0:0 meczu z Fortuną Düsseldorf. 7 października 2013 doznał złamania obojczyka i ramienia. Wyłączyło go to z gry na dwa miesiące. W kolejnych latach miał problemy z kręgosłupem, które ostatecznie zmusiły go do przedwczesnego zakończenia kariery zawodniczej, co ogłosił 6 grudnia 2016. Rozważał podjęcie kroków prawnych przeciwko klubowi, który jego zdaniem dopuścił do zaniedbań medycznych. Dla Borussii rozegrał 106 oficjalnych spotkań, w których zdobył 3 bramki.

### Kariera reprezentacyjna
Występował w juniorskich i młodzieżowych reprezentacjach kraju. Z kadrą do lat 21 w 2011 roku został mistrzem Europy. W seniorskiej reprezentacji zadebiutował 26 maja 2012 w wygranym 2:0 towarzyskim meczu z Serbią. Grał w nim od 46. minuty, gdy zastąpił Sergio Ramosa. W 2012 roku wziął udział w igrzyskach olimpijskich w Londynie.

### Życie prywatne
Jest fanem londyńskiego klubu Chelsea F.C. Uczęszczał do brytyjskiej szkoły King's College w Madrycie, dzięki czemu biegle posługuje się językiem angielskim. Po zakończeniu kariery zajął się edukowaniem młodych piłkarzy na temat zarządzania finansami, bazując na własnych negatywnych doświadczeniach.